# 大沙克斯多夫-锡默斯多夫
大沙克斯多夫-锡默斯多夫（德語：Groß Schacksdorf-Simmersdorf）是德国勃兰登堡州的市镇，隶属于施普雷-奈瑟县，总面积为25.17平方千米，截至2023年12月31日总人口为762人。